# Драматично-куклен театър „Сава Доброплодни“
Куклено-драматичен театър „Сава Доброплодни“ в град Силистра има за начало театралната дейност по тези места. Както е видно от документ на Гено Чолаков това става с основаването на Народното читалище през 1870 година наречено в 1872 г. „Надежда“. Първото представление е като другаде в страната по това време – „Многострадална Геновева“ от Лудвиг Тик в превод от Кръстю Пишурка. Част от събраните приходи са за бедните ученици, като помощи са изпратени и на Македонското дружество в Цариград.
Днес носи името на просветителя Сава Доброплодни.

## Трудно начало[1]
Редките гастроли на външни театрални трупи благоприятстват стремежа на местните ентусиасти да създадат любителска самодейна група, с център на дейност в педагогическото училище. Самодейците организират често в събота литературно-музикални вечеринки, с рецитиране на стихове, известни монолози, понякога се изнасят и едноактни пиеси. Понеже това е твърде недостатъчно училищните самодейци започват да представят драми и оперети. Първите са драмата „Силата на мрака“ от Лев Толстой и оперетата „Царският пуяк“.
Въпреки двукратната окупация на Южна Добруджа от чокойска Румъния в Силистра има театър. Поставят се пиесите „Лудетина“ и „Неизвестната“. Учредява се любителска театрална трупа, подпомагана от българската малцинствена община и наречена „Театрална секция при българското общество“, за която се наета специална сграда.
Без да се влияят от вътрешните неразбирателства през от 1924 до 1940 година на силистренска сцена са играни около 60 пиеси, от които 28 български, 5 румънски, 2 сръбски, 7 руски и като между 1934 – 1940 г. всеки сезон се създават по 5 – 6 премиерни представления, играни и в Добрич, Тутракан и в други градове.
След Освобождението на Силистра в 1940 година има ново начало с представянето на пиесата „Калин Орела“ постановка на Стефан Николаев, който е и пъръв директор на театъра след освобождението на Южна Добруджа. В нея участвуват Асен Чапкънов (арестуван на сцената), Вичо Маринов, Мара Железарова, Атанас Мавродиев и други. След това следва низ от премиери: „Борбата продължава“, „Чакай ме“, „Светлините на Маяка“, „Хан Татар“, „Свекърва“ от Антон Страшимиров и много други. По необходимост бившият гимнастически салон на Гимназията се превърща в театрален. 
През 1970 година е построена нова, модерна сграда на театъра.

## Професионален театър
Годината е 1942 когато той е обявен за държавен и професионален театър.

### Постановки от известни автори[3]
- „Боряна“ от Йордан Йовков сезон 1954 – 55 г.
- „Криворазбраната цивилизация“ от Добри Войников сезон 1959 – 1960 г.
- „Хей, чуваш ли, обичам те“ (Фантазиите на Фарятиев) от Ала Соколова – 1977 г.
- „Всичко в градината“ от Едуард Олби сезон 1978 – 1979 г.
- „Живият труп“ от Лев Толстой сезон 1979 – 1980 г.
- „Халосник“ от Цанко Церковски сезон 1986 – 1987 г.
- „Генерали в поли“ от Жан Ануи сезон 1994 – 1995 г.

### Първа пстановка на кукления театър
Първоначално Силистренския народен театър се е помещавал в салона на Педагогическото училище. По късно това е салон на кукления театър. „Бяла приказка“ от Валери Петров е първата постановка на Държавен куклен театър Силистра на 1 април 1981 г.

## Нови премеждия
През 1997 г. театърът печели конкурс съобразен с изискванията на Министерството на културата и приема статут на репертоарен театър със смесено финансиране – държавно и общинско.На 28 юли 2010 с постановление на министерския съвет № 152 театъра е разделен на двете стари образувания – Драматичен и Куклен театър. Още тогава силистренските актьори започват и подписка за предотвратяване на ликвидацията на театъра.. С постановление № 107 от 26 април 2011 г.„Драмата“ в Силистра и тази в Добрич са закрити, а базата им се превъръща в така наречената „отворена сцена“ към Театрално-продуцентския център в град Добрич.След много и дълги дебати с участието на гражданството и общинските структори с решение от 05 март 2014 г. на правителството възстановяването на драматично-кукления театър „Сава Доброплодни“ е вече факт.